# Óscar Ortiz Antelo
Óscar Miguel Ortiz Antelo (Santa Cruz de la Sierra, Bolivia, 28 de septiembre de 1969)
es un rector, administrador de empresas y político boliviano. Ha sido electo senador por el departamento de Santa Cruz en dos ocasiones tanto para la gestión 2006-2010 como para la de 2015-2020, presidiendo dicha cámara legislativa entre 2008 y 2010.
Fue presidente de la Unión de Partidos Latinoamericanos (UPLA), vicepresidente de la Unión Internacional Demócrata (IDU). Fue uno de los fundadores y secretario general de la organización política Movimiento Demócrata Social (Demócratas). Fue también ministro de Desarrollo Productivo y Economía Plural en el gobierno de Jeanine Áñez. y Ministro de Economía y Finanzas Públicas de Bolivia.
Actualmente es rector de la Universidad Católica Boliviana sede Santa Cruz, es Presidente de la Fundación Nueva Democracia, dirige el programa digital "De Frente con Oscar Ortiz" y el portal digital "Publico.bo"

## Nacimiento y estudios
Óscar Ortiz Antelo nació en Santa Cruz de la Sierra, en septiembre de 1969, estudió en el Colegio Marista de la misma ciudad, obtuvo una Licenciatura en Administración de Empresas y una Maestría en Derecho Empresarial en la Universidad Privada de Santa Cruz. Ha realizado cursos de especialización en comercio exterior, atracción de inversiones y lucha contra la corrupción. 

## Actividad profesional
En el sector privado, trabajó en la Cámara de Industria y Comercio de Santa Cruz, habiéndose desempeñado en esta entidad, entre 1991 y 2005, como asesor en comercio exterior, jefe del Departamento de Estudios y Proyectos, Gerente de Planeamiento y Desarrollo y Gerente General.
También, ha sido miembro de los directorios de la Federación de Empresarios Privados de Santa Cruz, de la Universidad Privada de Santa Cruz (UPSA), de la Feria Exposición de Santa Cruz (FEXPOCRUZ), de la Asociación de Jóvenes Empresarios de Santa Cruz, del Instituto Boliviano de Comercio Exterior (IBCE), de la Cámara Nacional de Industrias (CNI), de la Cámara Nacional de Comercio (CNC) y de FUNDES Bolivia.
En el sector público, ha sido Secretario de Coordinación Institucional del Gobierno Autónomo Departamental de Santa Cruz, Asesor General del Ministerio de Vivienda y Servicios Básicos y Asesor Principal del Ministerio de Comercio Exterior e Inversión.
Actualmente es rector de la Universidad Católica Boliviana sede Santa Cruz, la misión fundamental de la Universidad Católica Boliviana “San Pablo” es la constante búsqueda de la verdad mediante la investigación, la conservación y la comunicación del saber para el bien de la sociedad. La Universidad Católica Boliviana “San Pablo” participa en esta misión aportando sus características específicas y su finalidad . Es presidente de la Fundación Nueva Democracia, una organización sin fines de lucro que promueve los valores democráticos, investigación de políticas públicas y la formación de liderazgos ciudadanos y políticos. Dirige el programa digital "De Frente con Oscar Ortiz" un espacio digital en el cual se analiza y se conversa sobre economía, política, actualidad internacional; discutiendo sobre los problemas que afectan al desarrollo y los desafíos de la modernización. Dirige el portal digital "Publico.bo"  un medio digital que impulsa el enriquecimiento del debate público y la modernización de Bolivia mediante la difusión de información, ideas y conocimiento.

## Carrera política
Como senador se destacó por la defensa de la institucionalidad democrática, de los derechos humanos y las libertades ciudadanas, así como por la lucha contra la corrupción, habiendo presentado más de 20 informes de fiscalización. Igualmente, fue parte de las mesas de diálogo de la Asamblea Legislativa Plurinacional, que entre noviembre y diciembre de 2019 posibilitaron los acuerdos de pacificación y de transición constitucional.

### Senador de la República
En 2005 decide incursionar en política, siendo electo senador de la República para la gestión 2006-2010 en representación del Departamento de Santa Cruz por la agrupación política Poder Democrático Social (PODEMOS), habiéndose desempeñado como presidente de la Cámara de Senadores del Honorable Congreso Nacional entre 2008 y 2010.
En 2008 rompió con PODEMOS y fundó Consenso Popular, que posteriormente se aliaría con Samuel Doria Medina.

### Secretario de la Gobernación de Santa Cruz
En el año 2010 se llevaron a cabo las primeras elecciones de gobernadores en el país, siendo invitado por el recién electo gobernador de Santa Cruz, Rubén Costas, para ocupar la secretaría de Coordinación Institucional de la Gobierno Autónomo del Departamento de Santa Cruz, cargo que desempeñó entre 2010 y 2014.

### Senador del Estado Plurinacional
Nuevamente fue elegido senador del Estado Plurinacional para la gestión 2015-2020, representado al Departamento de Santa Cruz por Unidad Demócrata (UD). Fue parte de la Comisión de Constitución, Derechos Humanos, Legislación y Sistema Electoral.

### Candidatura presidencial
Fue candidato presidencial por la Alianza Bolivia Dice No (conformada por el Movimiento Demócrata Social y la plataforma ciudadana Bolivia Dice No) para las elecciones generales del 20 de octubre de 2019; siendo acompañado en su fórmula por el senador Shirley Franco Rodríguez del Departamento de Cochabamba, como candidata a vicepresidente.
Sin embargo, dichas elecciones serían anuladas por un presunto fraude, luego de ser auditadas por la OEA; esto originó una profunda crisis política que desembocó en la renuncia a la presidencia de Evo Morales y la posterior posesión de la senadora Jeanine Áñez como nueva presidenta de Bolivia.

### Ministro de Desarrollo Productivo y Economía Plural
El 8 de mayo de 2020 fue posesionado por la presidenta Jeanine Áñez como nuevo ministro de Desarrollo Productivo y Economía Plural con la misión de reactivar la economía y el empleo en Bolivia en plena emergencia sanitaria causada por el COVID-19.

### Ministro de Economía y Finanzas Públicas
Fue posesionado como Ministro Economía Plural (Bolivia) el 7 de julio de 2020 y el 28 de septiembre del mismo año se alejó del cargo por diferencias internas con algunos miembros en el gabinete ministerial.  
El 21 de diciembre de 2020 renuncia al Movimiento Demócrata Social y se aleja de la política partidaria.

## Postura y propuestas
Su actuación parlamentaria se ha caracterizado por denunciar ante la Asamblea Legislativa Plurinacional casos de corrupción, entre los cuales se destacan el Fondo Indígena, los contratos de CAMC y la influencia de Gabriela Zapata, las barcazas chinas, los taladros de YPFB, las adjudicaciones de CODESUR, las prácticas de contratación directa utilizadas por el gobierno del Movimiento al Socialismo, entre otros.
En representación de los líderes de la oposición, ha presentado múltiples demandas ante la Comisión Interamericana de Derechos Humanos (CIDH) para pedir que se respete los resultados del referéndum constitucional del 21 de febrero de 2016 y se evite la ruptura constitucional en Bolivia.

## Publicaciones
Es autor del Libro Crónica de una Traición y publica regularmente artículos de opinión en los periódicos El Deber, Página Siete Los Tiempos y Correo del Sur, y La Palabra del Beni, así como en distintos medios de comunicación y portales digitales.
- "Memoria de nuestra participación en la comisión que investigó los contratos de CAMC". (2016)
- "Crónica de una traición: Investigación del Fondo Indígena". (2017)
- Informe de fiscalización - "Análisis de las responsabilidades en el mal manejo y la corrupción del Fondo Indígena". (2016)
- Informe de fiscalización - "Análisis de la gestión, Unidad de Proyectos Especiales (UPRE), 'Programa Bolivia Cambia'". (2017)
- Informe de fiscalización - "Contratación y ejecución para la vía férrea Montero-Bulo Bulo". (2019)